# Campionato del mondo di calcio da tavolo 1998 - Categoria squadre open
Il Campionato del Mondo di Calcio da tavolo di Namur in Belgio.
Fasi di qualificazione ed eliminazione diretta della gara a squadre della Categoria Open (19 settembre).
Per la classifica finale vedi Classifica.
Per le qualificazioni delle altre categorie:
- squadre individuale Open
- individuale Under20
- squadre Under20
- individuale Under16
- squadre Under16
- individuale Veterans
- squadre Veterans
- individuale Femminile
- squadre Femminile

## Primo Turno

### Girone 1

#### Scozia-Portogallo1-3
| Greg Dand    | Paulo Sobral    | 1-2  |
| Alan Sharpe  | Vasco Guimaraes | 1-10 |
| Mike Burns   | Filipe Maia     | 1-7  |
| David Baxter | Josè Santos     | 3-0  |

#### Danimarca-Portogallo0-3
| Anders Buhl-Hansen | Paulo Sobral    | 0-10 |
| Lars Hoffmann      | Filipe Maia     | 1-5  |
| Kamilla Kristensen | Vasco Guimaraes | 0-4  |
| Jesper Nielsen     | Josè Santos     | 1-1  |

#### Danimarca-Scozia2-2
| Anders Buhl-Hansen | Mike Burns   | 3-0  |
| Lars Hoffmann      | Greg Dand    | 0-1  |
| Kamilla Kristensen | Alan Sharpe  | 7-0  |
| Tommas Lange       | David Baxter | 0-10 |

### Girone 2

#### Belgio-Spagna3-0
| David Ruelle                       | Angel Valverde       | 3-0 |
| Frédéric Perdaens / Benoît Massart | Raul Benita          | 1-1 |
| Gil Delogne                        | Miguel Angel Heredia | 5-1 |
| Philippe Roufosse                  | ff                   | 3-0 |

#### Belgio-Germania2-1
| David Ruelle      | Olaf Gottke        | 3-0 |
| Frédéric Perdaens | Marcus Tilgner     | 1-1 |
| Gil Delogne       | Markus Lindner     | 2-1 |
| Philippe Roufosse | Wolfgang Schneider | 0-2 |

#### Spagna-Germania1-2
| ff                   | Olaf Gottke         | 0-3 |
| Miguel Angel Heredia | Marcus Tilgner      | 1-0 |
| Angel Valverde       | Andreas Christensen | 1-2 |
| Raul Benita          | Wolfgang Schneider  | 2-2 |

### Girone 3

#### Grecia-Paesi Bassi2-1
| Dimitris Mavromitos / Kostas Kechris | Ron Corsten / Philip van Kommer | 5-1 |
| Christos Aggelinas                   | Henk Landzaat                   | 2-2 |
| Kostas Kechris                       | Patrick de Jong                 | 4-1 |
| Dimitris Tsompanidis                 | René Bolte                      | 1-3 |

#### Grecia-Inghilterra3-0
| Leonidas Papamichail                     | Phil Redman                 | 3-3 |
| Kostas Kechris                           | Aaron Skinner / Brian Daley | 1-0 |
| Dimitris Tsompanidis                     | Darren Clarke               | 3-2 |
| Christos Aggelinas / Dimitris Mavromitos | Dave Pawsey                 | 1-0 |

#### Inghilterra-Paesi Bassi0-3
| Aaron Skinner               | Philip van Kommer | 1-2 |
| Brian Daley                 | Henk Landzaat     | 1-1 |
| Phil Redman                 | Ron Corsten       | 1-2 |
| Darren Clarke / Dave Pawsey | René Bolte        | 1-3 |

### Girone 4

#### Italia-Francia1-1
| Gianluca Galeazzi    | Emmanuel Lafontaine | 0-0 |
| Eric Benvenuto       | Eric Naszalyi       | 1-0 |
| Giancarlo Giulianini | Fayçal Rouis        | 1-1 |
| Stefano De Francesco | Christophe Fuseau   | 2-3 |

#### Austria-Italia1-2
| Manfred Pawlica / Karl Heinz Haider | Gianluca Galeazzi / Giancarlo Giulianini | 0-0 |
| Erich Hinkelmann                    | Stefano De Francesco                     | 2-4 |
| Robert Lenz                         | Eric Benvenuto                           | 0-2 |
| Marcus Matzinger                    | Francesco Patruno                        | 4-1 |

#### Austria-Francia2-1
| Karl Heinz Haider | Eric Naszalyi     | 1-2 |
| Erich Hinkelmann  | Thierry Vivron    | 4-1 |
| Robert Lenz       | Fayçal Rouis      | 2-0 |
| Marcus Matzinger  | Christophe Fuseau | 2-2 |

## Quarti di Finale

### Portogallo-Paesi Bassi3-0
| Felipe Maia     | René Bolte      | 2-1 |
| Vasco Guimaraes | Patrick de Jong | 3-1 |
| Paulo Sobral    | Ron Corsten     | 4-1 |
| José Santos     | Henk Landzaat   | 2-2 |

### Austria-Belgio0-2
| Manfred Pawlica                 | Frédéric Perdaens | 1-1 |
| Eric Hinkelmann                 | Benoît Massart    | 1-3 |
| Karl Heinz Haider / Robert Lenz | David Ruelle      | 0-0 |
| Markus Matzinger                | Gil Delogne       | 1-3 |

### Germania-Italia1-2
| Marcus Tilgner     | Eric Benvenuto / Gianluca Galeazzi | 2-1 |
| Olaf Gottke        | Andrea Casentini                   | 1-1 |
| Wolfgang Schneider | Giancarlo Giulianini               | 2-3 |
| Markus Lindner     | Stefano De Francesco               | 1-3 |

### Grecia-Scozia4-0
| Dimitris Tsompanidis | Mike Burns   | 4-1 |
| Kostas Kechris       | David Baxter | 2-1 |
| Dimitris Mavromitos  | Greg Dand    | 5-1 |
| Leonidas Papamichail | Adam Beattie | 6-1 |

## Semifinali

### Portogallo-Italia1-2
| Felipe Maia     | Stefano De Francesco                    | 2-1 |
| Vasco Guimaraes | Gianluca Galeazzi                       | 1-2 |
| Paulo Sobral    | Andrea Casentini / Giancarlo Giulianini | 1-1 |
| José Santos     | Eric Benvenuto                          | 0-4 |

### Belgio-Grecia0-1
| Philippe Roufosse | Dimitris Mavromitos  | 0-1 |
| David Ruelle      | Leonidas Papamichail | 1-1 |
| Gil Delogne       | Kostas Kechris       | 1-1 |
| Benoît Massart    | Dimitris Tsompanidis | 1-1 |

## Finale

### Italia-Grecia2-0
| Stefano De Francesco | Dimitris Mavromitos  | 1-1 |
| Gianluca Galeazzi    | Leonidas Papamichail | 2-2 |
| Eric Benvenuto       | Kostas Kechris       | 3-1 |
| Giancarlo Giulianini | Dimitris Tsompanidis | 3-1 |